# 「中卒」「中辛」
『「中卒」〜エビ中のイケイケベスト〜』（ちゅうそつ えびちゅうのイケイケベスト）と『「中辛」〜エビ中のワクワクベスト〜』（ちゅうから えびちゅうのワクワクベスト）は、2016年11月16日にSME Recordsから発売された私立恵比寿中学のベスト・アルバム。
本作の発売後の2017年2月8日にメンバーの松野莉奈が急逝したため、松野が参加した生前最後の作品となった。

## 「中卒」〜エビ中のイケイケベスト〜

### 収録曲
| #   | タイトル                                    | 作詞 | 作曲・編曲 |
| --- | ------------------------------------------- | ---- | ---------- |
| 1.  | 「仮契約のシンデレラ(中卒ver.)」            |      |            |
| 2.  | 「放課後ゲタ箱ロッケンロールMX(中卒ver.)」  |      |            |
| 3.  | 「Go!Go!Here We Go!ロック・リー(中卒ver.)」 |      |            |
| 4.  | 「大人はわかってくれない(中卒ver.)」        |      |            |
| 5.  | 「梅(中卒ver.)」                            |      |            |
| 6.  | 「手をつなごう(中卒ver.)」                  |      |            |
| 7.  | 「禁断のカルマ(中卒ver.)」                  |      |            |
| 8.  | 「未確認中学生X(金八ver.)」                 |      |            |
| 9.  | 「バタフライエフェクト」                    |      |            |
| 10. | 「ハイタテキ!」                             |      |            |
| 11. | 「金八DANCE MUSIC」                         |      |            |
| 12. | 「夏だぜジョニー」                          |      |            |
| 13. | 「スーパーヒーロー」                        |      |            |
| 14. | 「まっすぐ」                                |      |            |

### 封入特典（初回仕様のみ）
1. 「クリスマス大学芸会2016」（12/22）チケットプレゼント応募はがき（50組100名様）
2. トレーディングカード（9種のうち1種ランダム封入）

## 「中辛」〜エビ中のワクワクベスト〜

### 収録曲
| #   | タイトル                                                                 | 作詞 | 作曲・編曲 |
| --- | ------------------------------------------------------------------------ | ---- | ---------- |
| 1.  | 「ちちんぷい」                                                           |      |            |
| 2.  | 「U.B.U.（金八ver.）」                                                   |      |            |
| 3.  | 「スターダストライト（中辛ver.）」                                       |      |            |
| 4.  | 「涙は似合わない」                                                       |      |            |
| 5.  | 「サドンデス」(新曲、作詞・作曲・編曲：岡崎体育)                         |      |            |
| 6.  | 「ラブリースマイリーベイビー」                                           |      |            |
| 7.  | 「I’m your MANAGER!!!（中辛ver.）」                                      |      |            |
| 8.  | 「アンコールの恋」                                                       |      |            |
| 9.  | 「頑張ってる途中（中辛ver.）」                                           |      |            |
| 10. | 「誘惑したいや（中辛ver.）」                                             |      |            |
| 11. | 「フユコイ」                                                             |      |            |
| 12. | 「フレ！フレ！サイリウム（中辛ver.）」(作詞・作曲・編曲：ヤナガワタカオ) |      |            |
| 13. | 「蛍の光（Demo）」                                                       |      |            |
| 14. | 「全力☆ランナー」                                                        |      |            |

サドンデス
岡崎体育による新曲。
最後のサビを歌うビーナスを決めるため、エビ中メンバーによるダンスサドンデス（ダンスバトル）が曲中の中盤に開催される。1回戦で残り4名、準決勝で残り2名に絞られ、決勝で勝者のビーナス1名が決まりそうになる。
配信限定EP『FAMIEN'17 e.p.』（2017年）に2017年7月16日の春ツアーファイナル公演のライブ音源「サドンデス（716 LIVE VERSION）」が収録
配信限定EP『FAMIEN'23 e.p.』（2023年）に10人バージョンの「サドンデス -FAMIEN 2023-」（ファミえん2023の1日目の演出と同じ）が収録

### 封入特典（初回仕様のみ）
1. 「クリスマス大学芸会2016」（12/22）チケットプレゼント応募はがき（50組100名様）
2. トレーディングカード（9種のうち1種ランダム封入）

## 「中卒」「中辛」～エビ中のコンプリートベスト～（完全生産限定盤）

### 収録内容
1. CD1：『「中卒」〜エビ中のイケイケベスト〜』
2. CD2：『「中辛」〜エビ中のワクワクベスト〜』
3. CD3：『EBICHU’s Championship Tera-Mix（Mixed by CMJK）』
全81曲、58分
4. SPECIAL BOOKLET
5. LPサイズ特殊仕様ジャケット